# Altmarkkreis Salzwedel
Altmarkkreis Salzwedel là một huyện thuộc bang Sachsen-Anhalt, Đức.

## Biểu trưng
|  |  |

## Xã và đô thị
The district Altmarkkreis Salzwedel consists of the following subdivisions:
| Free towns                                                | Verbandsgemeinde |
| --------------------------------------------------------- | --- |
| 1. Arendsee 2. Gardelegen 3. Kalbe 4. Klötze 5. Salzwedel | Beetzendorf-Diesdorf 1. Apenburg-Winterfeld 2. Beetzendorf1 3. Dähre 4. Diesdorf 5. Jübar 6. Kuhfelde 7. Rohrberg 8. Wallstawe |